# Boumi-Louetsi
Boumi-Louetsi é um departamento da província de Ngounié, no Gabão.